# Ehinopsidin
Ehinopsidin (Adepren) je antidepresiv koji je korišćen u Bugarskoj za tretiranje depresije. On povišava nivoe serotonina, norepinefrina, i dopamina u mozgu i smatra se da deluje kao inhibitor monoaminske oksidaze (MAOI). Ehinopsidin se prirodno javlja u Echinops echinatus zajedno sa srodnim alkaloidima ehinopsinom i ehinozolinonom.